# (26813) 1985 RN3
1985 أر أن 3 (ويعرف أيضًا باسم (26813) 1985 أر أن 3 وفق تسمية الكوكب الصغير) (بالإنجليزية: 1985 RN3)‏؛ هو كويكب ضمن حزام الكويكبات.
اكتُشف هذا الجُرم الفلكي بواسطة هنري ديبهون في 7 سبتمبر 1985، وترتيبه 26813 من حيث الاكتشاف.

## الوصف
اكتُشف 268131985RN في 7 سبتمبر 1985 في مرصد لاسيلا، الواقع في صحراء أتاكاما، إقليم كوكيمبو في تشيلي، بواسطة عالم الفلك البلجيكي هنري ديبهون. وقد رصد المشروع 1,691 مشاهدة للكويكب إلى غاية 5 فبراير 2022 بتوقيت منطقة المحيط الهادئ، أي في مدة قدرها 13,317 يومًا (36.5 عام). تستغرق الفترة المدارية للكويكب 1,180 يومًا (3.2 عام).

## الخصائص المدارية
يتميز مدار هذا الكويكب بنصف محور رئيسي يبلغ 2.18 وحدة فلكية، وحضيض قدره 1.83 وحدة فلكية، وانحراف قدره 0.159 وزاوية ميلان 4.63 درجة بالنسبة لمسار الشمس. بسبب هذه الخصائص، أي نصف المحور الرئيسي بين 2 و3.2 وحدة فلكية وحضيض أكبر من 1,666 وحدة فلكية، يُصنف هذا الجُرم الفلكي وفقًا لقاعدة بيانات مختبر الدفع النفاث لأجرام النظام الشمسي الصغيرة كائنًا من حزام الكويكبات الرئيسي.

## الخصائص الفيزيائية
يُقدر القدر المطلق (H) لـ268131985RN بـ15.14 ووضاءته بـ0.260، مما يمكِّن تقدير قطره بـ 2.608كم. استُخلصت هذه النتائج بفضل ملاحظات مستكشف الأشعة تحت الحمراء عريض المجال (WISE)، وهو مرصد فضائي أمريكي وُضع في المدار في عام 2009 ويراقب السماء بأكملها بالأشعة تحت الحمراء، في عام 2011، نُشرت النتائج الأولى المتعلقة بالكويكبات من الحزام الرئيسي.

## وصلات خارجية
- (26813) 1985 RN3 في قاعدة بيانات مختبر الدفع النفاث لأجرام النظام الشمسي الصغيرة

- الاكتشاف · مخطط المدار ·  العناصر المدارية · المعلمات المادية

- (26813) 1985 RN3 على موقع ويكي سكاي: DSS2, SDSS, GALEX, IRAS, Hydrogen α, X-Ray, Astrophoto, Sky Map, Articles and images